# Televisión en Bolivia

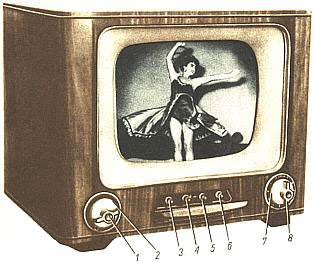

La televisión en Bolivia llegó en 1967 y es uno de los medios de comunicación que integra a la población nacional. Actualmente hay 185 estaciones o televisoras en el territorio nacional, donde en su mayoría están instalados en la ciudad de Santa Cruz de la Sierra con 37 medios de comunicación televisivos. Actualmente existen 8 cadenas que cubren toda el área nacional.
Además existen canales temáticos y de cable.

## Historia

### Antecedentes (1968)
Ante los rumores de la clausura del Congreso y el deseo del gobierno de aquel entonces de tener poder sobre el país para convertirse en dictador, el presidente René Barrientos Ortuño, firma el D.S. 08395, el día 19 de junio de 1968, con el que funda la Empresa de Radio y Televisión Boliviana (RTB), para después, con el D.S. 8571 (20 de noviembre de 1968) decide cambiar el nombre a Empresa Nacional de Televisión Boliviana (o por sus siglas, ENTBOL).
Debido a la muerte de Barrientos (provocado por un accidente de helicóptero en Arque), su vicepresidente, Luis Adolfo Siles Salinas asume la presidencia, y por ello, da continuidad al proyecto de Barrientos antes de fallecer. En aquel entonces, se suscribió un contrato con la empresa española, INELEC, con el fin de asesorar y contribuir a la instalación del Canal Estatal de Televisión. Muchos de los miembros del equipo técnico eran miembros de la empresa española, así como de la Fuerza Aérea Boliviana, además de que se trajeron varios equipos desde España. 

### Inicio de transmisiones (1969)
Después de varias emisiones de prueba, el 30 de agosto de 1969, se da la primera emisión de la televisión en territorio boliviano, con la creación de Televisión Boliviana con sede en La Paz y transmitiéndose en blanco y negro.
A partir de 1976 se instalan más canales de televisión. En 1979 en Bolivia ya había 9 canales, 8 de televisión universitaria con cobertura regional y uno (canal 7) con cobertura nacional. Mediante decreto del 20 de febrero de 1976 Bolivia adoptó la norma PAL para emisiones en color, la cual, sin embargo, presentó dificultades para los equipos existentes, y debido a ello el 1 de agosto de 1979 se establece que Televisión Boliviana cambia sus transmisiones a colores usando el sistema NTSC. En abril de 1984 comenzaron a salir los canales privados y pronto llegaron a 35, en áreas urbanas 18 y 17 tenían cobertura provincial (10 canales privados en La Paz y 25 canales en el resto del país). Fue el canal universitario de Tarija que trajo el color a la televisión boliviana con su inicio de transmisiones el 15 de abril de 1976.

## Cadenas de televisión abierta

### Cobertura nacional
Con la excepción de Unitel, quien suele emitir desde su matriz, en la ciudad de Santa Cruz de la Sierra, la mayoría de los canales tienen concentradas sus operaciones en la Sede de Gobierno (en el departamento de La Paz). Los canales Unitel, ATB, Red Uno, Bolivisión y (en menor medida) Bolivia TV; suelen emitir noticieros locales, al menos en las ciudades que conforman el eje troncal (La Paz, Cochabamba y Santa Cruz). La única señal pública es Bolivia TV, siendo el resto controlada por empresarios privados.
Sus plantas transmisoras suelen estar ubicadas comúnmente en Ciudad Satélite, ubicada en El Alto. Esta práctica se inició cuando Telesistema Boliviano (hoy, Unitel) establece su antena transmisora en aquel lugar. Los canales también son dueñas de sus propias afiliadas, con varias excepciones; Red Uno no opera en Tarija, Chuquisaca y Potosí, sino que licencia sus operaciones a la empresa Comunicación Integral S.R.L., mientras que Unitel opera a partir de afiliadas en regiones, con el fin de enfocarse en el eje troncal, Oruro, Beni y Pando.
| Logo | Nombre         | Programación    | Eslogan                       | Inicio de transmisiones  | Propietario                             | Operador                                      |
| ---- | -------------- | --------------- | ----------------------------- | ------------------------ | --------------------------------------- | --------------------------------------------- |
|      | Bolivia TV     | Generalista     | Haciendo historia             | 30 de agosto de 1969     | Gobierno boliviano                      | Empresa Estatal de Televisión Boliviana       |
|      | Bolivia TV 7.2 | Entretenimiento | El canal de los deportes      | 29 de mayo de 2012       | Gobierno boliviano                      | Empresa Estatal de Televisión Boliviana       |
|      | Red Uno        | Generalista     | Para todos                    | 1 de julio de 1985       | Grupo Kuljis                            | Red Uno de Bolivia S.A.                       |
|      | Bolivisión     | Generalista     | Somos parte de ti             | 1 de septiembre de 1985  | Albavisión                              | Antena Uno Canal 6 S.R.L/Galavisión S.R.L     |
|      | Unitel         | Generalista     | Unidos por la tele            | 1 de septiembre de 1987  | Grupo Monasterios                       | Ecor Ltda.                                    |
|      | Cadena A       | Generalista     | Somos Bolivia, somos Cadena A | 4 de febrero de 2003     | Compañía Comercial Minera RICACRUZ Ltda | Ecor Ltda.                                    |
|      | ATB            | Generalista     | ATB, la red que Bolivia ve    | 20 de octubre de 1984    | ATBMedia                                | Illimani de Comunicaciones S.A.               |
|      | RTP            | Generalista     | La comunidad de la vida       | 10 de mayo de 1985       | Sistema RTP                             | Radiodifusoras Populares S.A.                 |
|      | PAT            | Generalista     | Siempre junto a ti            | 15 de septiembre de 1990 | Abdallah Daher                          | Periodistas Asociados de Televisión PAT Ltda. |

### Cobertura regional
Canales con presencia en dos o más departamentos pero que, debido a sus limitaciones técnicas o económicas, no cubren las nueve capitales del territorio nacional o no tienen el 90% de cobertura, excluyendo televisión por cable, satelital o por internet.
| Logo | Nombre | Programación | Inicio de transmisiones | Propietario                | Operador                   |
| ---- | ------ | ------------ | ----------------------- | -------------------------- | -------------------------- |
|      | F10 HD | Generalista  | 23 de noviembre de 2020 | FFTV Comunicaciones S.R.L. | FFTV Comunicaciones S.R.L. |

## Televisión por suscripción

### Televisión por cable
- Multivisión (1991-2013)

La primera empresa en iniciar operaciones en la televisión por cable fue Multivisión, iniciando operaciones en 1991, en la ciudad de Santa Cruz. Empezó a expandirse hacia Cochabamba y La Paz, lo que le valió una cobertura muy extensa, adquiriendo varias empresas en el proceso (entre ellas, Tele Video Codificado de La Paz, Multivisión de Sucre y Telecine de Tarija). Luego de pasar a manos de la empresa canadiense Multivisión Communications Corp en 1996, empieza a cotizar en la Bolsa de Valores de Vancouver. En 2013, fue adquirida por la empresa telefónica Tigo, por un monto de $ 20 millones, siendo absorbida luego en Tigo Star.

### Televisión por satélite
Dentro del mercado ilegal, la televisión satelital siempre estuvo presente desde la década de 1990. 

### Operadores de televisión por cable y satélite
A nivel nacional
- Tigo Hogar: (anteriormente Multivisión, Tiempo de Multivisión y Tigo Star). Propiedad de la telefoníca Millicom. También tiene su plataforma, Tigo One TV, que funciona como catch-up.
- AXS+: Propiedad de la telefoníca AXS. Tiene su propio sistema DTH, así como su sistema VDSL/ADSL.
- Entel TV: Propiedad del Ministerio de Obras Públicas, Servicios y Vivienda. Utiliza su propia red de fibra óptica, ofrece su sistema DTH (en asociación con la Agencia Boliviana Espacial) y tiene su propia plataforma de streaming llamada Entel TV Play.

A nivel regional
- Comteco: (anteriormente Vidivisión e InteracTV). Tiene su plataforma catch-up, llamada GO ON TV (en conjunto con Cotas) y tiene sus operaciones en la ciudad de Cochabamba. 
  - Vidivision: Cableoperadora de Cochabamba, relacionada con ELFEC, fue absorbida por la división de televisión por cable de Comteco, InteracTV
  - InteracTV: División de Comteco, fundada con el objetivo de competir con Vidivisión y Multivisión, absorbio las operaciones de Vidivisión y en 2014, fue disuelta en Comteco.

## Canales internacionales
Son señales internacionales que representan a Bolivia en varias cableoperadoras o televisión abierta de otros países
| Logo | Canal             | Programación | Propietario                                                             | Canales miembros                                     | Cobertura |
| ---- | ----------------- | ------------ | ----------------------------------------------------------------------- | ---------------------------------------------------- | --------- |
|      | BTV Internacional | Generalista  | Gobierno de Bolivia                                                     | Bolivia TV                                           | Mundial   |
|      | ATV Argentina     | Generalista  | Ver lista - Jaime "Jimmy" Iturri Salmon - Radiodifusoras Populares S.A. | Ver lista - ATB (2016-2019) - F10 HD (2020-presente) | Argentina |

## Canales de televisión por suscripción
| Logo | Canal               | Programación | Propietario                                                               | Cobertura  | Empresa de pago                  |
| ---- | ------------------- | ------------ | ------------------------------------------------------------------------- | ---------- | -------------------------------- |
|      | Canal Rural Bolivia | Agricultura  | Ecor Ltda (joint venture entre Grupo Monasterios y J&F Investments)       | Nacional   | Tigo                             |
|      | TV Culturas         | Cultura      | Ministerio de Culturas, Descolonización y Despatriarcalización de Bolivia | Nacional   | Todos                            |
|      | Facetas Televisión  | Deportes     | Grupo SION                                                                | Nacional   | Cotas                            |
|      | Tigo Sports         | Deportes     | Tigo Bolivia                                                              | Nacional   | Tigo                             |
|      | Tigo Sports 2       | Deportes     | Tigo Bolivia                                                              | Nacional   | Tigo                             |
|      | Tigo Sports 3       | Deportes     | Tigo Bolivia                                                              | Nacional   | Tigo                             |
|      | Educa Tigo          | Educativo    | Tigo Bolivia                                                              | Nacional   | Tigo                             |
|      | Fides TV            | Generalista  | Grupo Fides                                                               | La Paz     | Ver lista - Tigo - Cotel         |
|      | Imagen TV (ITV)     | Generalista  | Posdata Televisión                                                        | La Paz     | Cotel                            |
|      | La Paz TV           | Generalista  | Cooperativa de Telecomunicaciones de La Paz                               | La Paz     | Cotel                            |
|      | Activa TV           | Generalista  | Radio Activa Canal 31 de Televisión                                       | Santa Cruz | Cotas                            |
|      | 24/7 TV             | Noticias     | Grupo 24/7 Comunicaciones S.R.L.                                          | Santa Cruz | Cotas                            |
|      | TV Off Travel       | Turismo      | Gustavo Torrico                                                           | Nacional   | Ver lista - Cotel - Entel        |
|      | Red TV Shop         | Variedades   | Red TV Shop                                                               | Santa Cruz | Ver lista - Tigo - Entel - Cotas |

## Canales regionales por departamento

### Departamento de Beni
- Canal 7: Bolivia TV. Repetidora de la matriz de La Paz. Filial de Empresa Estatal de Televisión Boliviana.
- Canal 8: Bolivia TV 7.2. Repetidora no oficial del canal.
- Canal 18: Cadena A.
- Canal 42: PAT.

### Departamento de Cobija
- Canal 2: ATB.
- Canal 7: Bolivia TV. Repetidora de la matriz de La Paz. Filial de Empresa Estatal de Televisión Boliviana.
- Canal 8: Bolivia TV 7.2. Repetidora no oficial del canal.
- Canal 9: Bolivision.
- Canal 11: Unitel.
- Canal 18: Cadena A.
- Canal 27: Unitepc TV.
- Canal 36: TV Culturas.
- Canal 42: PAT.
- Canal 48: Red Advenir.

### Departamento de Chuquisaca
- Canal 7: Bolivia TV. Repetidora de la matriz de La Paz. Filial de Empresa Estatal de Televisión Boliviana.
- Canal 8: Bolivia TV 7.2. Repetidora no oficial del canal.
- Canal 18: Cadena A.
- Canal 42: PAT.

### Departamento de Cochabamba
Cochabamba
- Canal 2: CCA Canal 2 (Cochabamba Corazón de América). Propiedad de Lauro y Cia. Originalmente fue una afiliada de Telesistema Boliviano, antes de disolverse y posteriormente Unitel absorbiera por separado a CBA 13, lo que provocó que sea la única señal VHF sin afiliación a una red nacional.
- Canal 4: ATB. Repetidora de la matriz de La Paz. Filial de ATBMedia, produce las versiones locales de La 1ra, ANT al medio día, ATB Noticias y Entre lineas.
- Canal 5: Bolivision. Repetidora de la matriz de La Paz y la señal local de Santa Cruz. Filial de Albavisión. Produce las versiones locales de La revista Al Día y Noticieros Al Día.
- Canal 7: Bolivia TV. Repetidora de la matriz de La Paz. Filial de Empresa Estatal de Televisión Boliviana. Produce las versiones locales de BTV Noticias
- Canal 9: Red Uno. Repetidora de la matriz de La Paz, así como de la filial de Santa Cruz. Filial del Grupo Kuljis, produce las versiones locales de El mañanero y Notivision, más no de Que No Me Pierda
- Canal 10.1: F10 HD.
- Canal 11: TVU. Propiedad de la Universidad Mayor de San Simón
- Canal 13: Unitel
- Canal 15: Sin señal. Anteriormente, Cristo Viene La Red.
- Canal 18: RTP. Repetidora de la matriz de La Paz. No produce ningún programa, solo emite reposiciones.
- Canal 21.1: Tele C. Propiedad de Cochabamba de Televisión. Produce su señal en digital desde el año 2023.
- Canal 23: Red Advenir.
- Canal 26: Metro TV
- Canal 27: Xto TV. Canal religioso evangélico, repetidora de la matriz en La Paz, propiedad de la Iglesia Ekklesia.
- Canal 30: TV Nuevo Tiempo. Anteriormente Canal Simon Bolivar Televisión, fue adquirida por la Iglesia Adventista del Séptimo Día.[10]
- Canal 36: Cadena A.
- Canal 39: Univalle TV.
- Canal 42: PAT.
- Canal 45: Abya Yala Television.
- Canal 48: Unitepc TV.
- Canal 57: RTL (Acrónimo de Radio Televisión Latinoamericana.)

### Departamento de La Paz
La Paz
- Canal 2: Unitel.
- Canal 4: RTP.
- Canal 5: Bolivision. Repetidora de la matriz de La Paz y la señal local de Santa Cruz. Filial de Albavisión. Produce las versiones locales de La revista Al Día y Noticieros Al Día.
- Canal 7: Bolivia TV.
- Canal 8: Bolivia TV 7.2. Repetidora no oficial del canal. Propiedad de la EETB
- Canal 9: ATB. Repetidora de la matriz de La Paz. Filial de ATBMedia, produce las versiones locales de La mañana de todos, ANT al medio día, ATB Noticias y Estudio Abierto.
- Canal 10.1: F10 HD.
- Canal 11: Red Uno.
- Canal 13: TVU.
- Canal 15: Unitepc TV.
- Canal 18: Católica TV.
- Canal 21: Gigavision
- Canal 25: UPEA Televisión. Creado en 2017 e inició transmisiones digitales en 2023.[11]
- Canal 27: Xto TV. Canal religioso evangélico, repetidora de la matriz en La Paz, propiedad de la Iglesia Ekklesia.
- Canal 30: TV Culturas.
- Canal 34: PTV Bolivia
- Canal 36: Cadena A.
- Canal 39: PAT.
- Canal 41: Abya Yala Television.
- Canal 43: Red Advenir.
- Canal 45: Poder de Dios
- Canal 47: Palenque TV
- Canal 49: Vos TV
- Canal 51: DTV (ex Solidaria Television)
- Canal 57: CVC

### Departamento de Oruro
- Canal 2: Unitel.
- Canal 4: RTP.
- Canal 5: Bolivision. Repetidora de la matriz de La Paz y la señal local de Santa Cruz. Filial de Albavisión.
- Canal 7: Bolivia TV. Repetidora de la matriz de La Paz. Filial de Empresa Estatal de Televisión Boliviana.
- Canal 8: Bolivia TV 7.2. Repetidora no oficial del canal.
- Canal 9: ATB. Repetidora de la matriz de La Paz. Filial de ATBMedia, produce las versiones locales de ATB Noticias Oruro.
- Canal 11: Red Uno.
- Canal 13: RTVU.
- Canal 15: SRTC.
- Canal 18: Cadena A.
- Canal 21: Voluntad de Dios.
- Canal 27: Xto TV.
- Canal 30: Abya Yala Television.
- Canal 33: TV Culturas.
- Canal 36: Telecentro.
- Canal 39: COC.
- Canal 42: PAT.
- Canal 45: Coral TV.
- Canal 49: Unitepc TV.
- Canal 51: CEA Com.
- Canal 57: Telefuturo.

### Departamento de Pando
- Canal 7: Bolivia TV. Repetidora de la matriz de La Paz. Filial de Empresa Estatal de Televisión Boliviana.
- Canal 8: Bolivia TV 7.2. Repetidora no oficial del canal.
- Canal 18: Cadena A.
- Canal 42: PAT.

### Departamento de Potosí
- Canal 2: Red Uno.
- Canal 4: RTP.
- Canal 5: Bolivision. Repetidora de la matriz de La Paz y la señal local de Santa Cruz. Filial de Albavisión.
- Canal 7: Bolivia TV. Repetidora de la matriz de La Paz. Filial de Empresa Estatal de Televisión Boliviana.
- Canal 8: Bolivia TV 7.2. Repetidora no oficial del canal.
- Canal 9: TVU.
- Canal 11: ATB.
- Canal 13: Unitel.
- Canal 15: Sitel.
- Canal 18: Cadena A.
- Canal 21: Interac TV.
- Canal 24: Católica TV.
- Canal 27: Xto TV.
- Canal 30: TV Color.
- Canal 33: Satel.
- Canal 36: Fedecomin.
- Canal 39: Imperial TV.
- Canal 42: PAT.
- Canal 45: MarVision TV.
- Canal 47: Unitepc TV.
- Canal 49: SABCO Visión.
- Canal 51: TV Culturas.
- Canal 63: RTP.

### Departamento de Santa Cruz
Santa Cruz
- Canal 2.1: Cristal HD.
- Canal 4: Bolivision. Señal matriz de Santa Cruz. Filial de Albavisión. Produce las versiones locales de La revista Al Día y Noticieros Al Día.
- Canal 5: ATB. Señal matriz de Santa Cruz. Filial de ATBMedia, produce las versiones locales de La mañana de todos, ANT al medio día y ATB Noticias. Se graban nativamente los programas Contame y Red TV Show 2.0.
- Canal 7: Bolivia TV.
- Canal 8: Bolivia TV 7.2. Repetidora no oficial del canal. Propiedad de la EETB
- Canal 9: Unitel.
- Canal 11: TVU.
- Canal 13: Red Uno.
- Canal 15: Unitepc TV.
- Canal 18: Megavision.
- Canal 21: SNTV HD.
- Canal 24: Red Advenir.
- Canal 27: DTV (ex Life TV)
- Canal 30: Sudamericana Television
- Canal 33: Gigavision
- Canal 36: Cadena A.
- Canal 39: Full TV.
- Canal 42: PAT.
- Canal 45: TV Culturas.
- Canal 47: RTP.
- Canal 57: Sitel.

### Departamento de Sucre
- Canal 2: Red Uno.
- Canal 5: ATB.
- Canal 7: Bolivia TV. Repetidora de la matriz de La Paz. Filial de Empresa Estatal de Televisión Boliviana.
- Canal 8: Bolivia TV 7.2. Repetidora no oficial del canal.
- Canal 9: Bolivision.
- Canal 11: RTP.
- Canal 18: Cadena A.
- Canal 24: Red Advenir.
- Canal 30: TV Culturas.
- Canal 42: PAT.
- Canal 48: Unitepc TV.

### Departamento de Tarija
- Canal 4: Bolivision.
- Canal 5: RTP.
- Canal 7: Bolivia TV. Repetidora de la matriz de La Paz. Filial de Empresa Estatal de Televisión Boliviana.
- Canal 8: Bolivia TV 7.2. Repetidora no oficial del canal.
- Canal 11: Red Uno.
- Canal 13: ATB.
- Canal 15: RTP.
- Canal 18: Cadena A.
- Canal 24: Red Advenir.
- Canal 42: PAT.
- Canal 45: TV Culturas.
- Canal 49: Unitepc TV.
- Canal 80: Televisión Andalucía

### Departamento de Trinidad
- Canal 2: Bolivision.
- Canal 4: ATB.
- Canal 7: Bolivia TV. Repetidora de la matriz de La Paz. Filial de Empresa Estatal de Televisión Boliviana.
- Canal 8: Bolivia TV 7.2. Repetidora no oficial del canal.
- Canal 13: Red Uno.
- Canal 18: Cadena A.
- Canal 27: Unitepc TV.
- Canal 36: TV Culturas.
- Canal 42: PAT.
- Canal 45: Red Advenir.

## Canales desaparecidos
| Canal                               | Propietario anterior                                              | Propietario actual             | Reemplazado por                                                     | Fecha de creación original | Fecha de reemplazo      |
| ----------------------------------- | ----------------------------------------------------------------- | ------------------------------ | ------------------------------------------------------------------- | -------------------------- | ----------------------- |
| Asociación Boliviana de Canales/ABC | ?                                                                 | Grupo Garafulic/ Ernesto Asbún | Ver lista - Bolivision (excepto Santa Cruz) - ATB (solo Santa Cruz) | 1985                       | 1996                    |
| ATB Argentina                       | Invesbol                                                          | Radiodifusoras Populares S.A.  | ATV Argentina                                                       | 2016                       | 11 de noviembre de 2019 |
| CBA Canal 13 Cochabamba             | CBA Cochabamba                                                    | Grupo Monasterios              | Unitel                                                              | Década de 1980             | 1997                    |
| Paceña de Televisión                | Ver lista - Raúl Garafulic - Gonzalo Chiappe - Juan Carlos Costas | Grupo Garafulic                | ATB                                                                 | 20 de octubre de 1984      | 1 de mayo de 1987       |
| Telesistema Boliviano               | Carlos Cardona                                                    | Grupo Monasterios              | Unitel                                                              | 7 de abril de 1985         | 21 de julio de 1997     |
| Canal Mágico                        | Ivo Kuljis                                                        | Grupo Kuljis                   | Red ADvenir Internacional                                           | 1996                       | 2002 aproximadamente    |

## Otros
| Logo | Canal                                     | Programación           | Propietario                                   | Cobertura  | Empresa de pago |
| ---- | ----------------------------------------- | ---------------------- | --------------------------------------------- | ---------- | --------------- |
|      | Xto Tv                                    | Religiosa              | Iglesia Ekklesia                              | La Paz     | Todos           |
|      | Red ADvenir Internacional                 | Religiosa (Adventista) | Red ADvenir (David Gates)                     | Nacional   | Todos           |
|      | SEO TV                                    | Generalista            | Franz Leonel Balboa Buatista                  | Nacional   | Todos           |
|      | Abya Yala Tv                              | Miscelánea/Cultural    | Fundación Abya Yala                           | Nacional   | Todos           |
|      | Televisión Universitaria UAGRM Santa Cruz | Generalista            | Universidad Autónoma Gabriel Rene Moreno      | Santa Cruz | Todos           |
|      | Television Universitaria de La Paz TVU    | Generalista            | Universidad Mayor de San Andrés               | La Paz     | Todos           |
|      | CVC (Canal Virgen de Copacabana)          | Religiosa/Generalista  | Fundación Cuerpo de Cristo                    | La Paz     | Todos           |
|      | Univalle Television                       | Generalista            | Promotora para la Inversión y la Cultura S.A. | Cochabamba | Todos           |
|      | DT Play                                   | Deportes/Generalista   | Grupo Arevalo                                 | Nacional   | Todos           |